# フリジェント
フリジェント（伊: Frigento）は、イタリア共和国カンパニア州アヴェッリーノ県にある、人口約3,700人の基礎自治体（コムーネ）。

## 地理

### 位置・広がり

#### 隣接コムーネ
隣接するコムーネは以下の通り。
- カリーフェ
- フルーメリ
- ジェズアルド
- グロッタミナルダ
- グアルディア・ロンバルディ
- ロッカ・サン・フェリーチェ
- ストゥルノ
- ヴィッラマイナ

## 行政

### 分離集落
フリジェントには、以下の分離集落（フラツィオーネ）がある。
- Pila ai Piani, Pagliara, Fontana Madonna